# Terminal Rodoviário do Rio de Janeiro
A Rodoviária do Rio (anteriormente chamada de Terminal Rodoviário Novo Rio) foi construída em 1965 pelo governador da Guanabara Carlos Lacerda. Estrategicamente localizada próxima ao Centro e às principais vias de entrada e saída do Rio de Janeiro (Ponte Rio-Niterói, Avenida Brasil e Linha Vermelha), o terminal possui integração com o VLT (Veículo Leve sob Trilhos) que permite acesso ao Aeroporto Santos Dumont além de diversos pontos do Centro. Administrada pela Rodoviária do Rio de Janeiro S/A, grupo da iniciativa privada, passou por inúmeras melhorias desde a década de 1990.